# Siegumlund
Siegumlund (dänisch: Sigumlund) ist ein Ort, der zur Gemeinde Munkbrarup gehört. Er liegt direkt östlich von Siegum an der Flensburger Förde.

## Hintergrund
Die Moränenlandschaft von Siegumlund wurde, als Teil der Fördelandschaft, offenbar während der letzten Eiszeit geformt. Eine frühe Besiedlung in der Jungsteinzeit wird belegt durch das Großsteingrab Siegum am Rand des Waldes von Siegumlund. Der Ortsname Siegumlund setzt sich aus dem Ortsnamen „Siegum“ und dem Wort „Lund“ zusammen. Das Wort „Lund“ bezeichnet im Allgemeinen einen Hain beziehungsweise einen Wald, der im Falle von Siegumlund tatsächlich vorhanden ist. Auf der Karte der Preußischen Neuaufnahme um 1879 war Siegumlund mit seinem Siedlungsbestand und seiner Waldfläche schon sehr detailliert eingezeichnet. Siegumlund besteht heute aus der gleichnamigen Straße Siegumlund, die beim Ort Siegum beginnt und von dort zum Siedlungsbereich von Siegumlund führt, der besagten Streusiedlung aus wenigen Häusern sowie der Waldfläche von Siegumlund. Die Waldfläche von Siegumlund ist heute im Übrigen Bestandteil des Naturschutzgebietes Höftland Bockholmwik und angrenzende Steilküsten. Dort befindet sich unter anderem ein Parkplatz sowie Naturstrand.